# Ysaline Bonaventureová
Ysaline Bonaventureová (* 29. srpna 1994 Rocourt) je belgická profesionální tenistka hrající levou rukou. Ve své dosavadní kariéře na okruhu WTA Tour vyhrála dva deblové turnaj. V rámci okruhu ITF získala dvanáct titulů ve dvouhře a čtrnáct ve čtyřhře.
Na žebříčku WTA byla ve dvouhře nejvýše klasifikována v květnu 2022 na 81. místě a ve čtyřhře pak v únoru 2016 na 57. místě. Jejím trenérem je Hugo Guerriero.
V belgickém fedcupovém týmu debutovala v roce 2012 tokijskou baráží Světové skupiny proti Japonsku, v níž prohrála po boku Alison Van Uytvancké čtyřhru s párem Rika Fudžiwarová a Kimiko Dateová Krummová. Belgičanky podlehly 1:4 na zápasy. Do září 2022 v soutěži nastoupila k dvanácti mezistátním utkáním s bilancí 5–1 ve dvouhře a 5–6 ve čtyřhře.

## Tenisová kariéra
S tenisem začala v šesti letech. První ženský turnaj na okruhu ITF odehrála v červnu 2009, když nastoupila do kvalifikace v Rotterdamu.
Premiérový titul na okruhu WTA Tour získala na únorovém Rio Open 2015 v brazilském Rio de Janeiu, když ve finále čtyřhry se Švédkou Rebeccou Petersonovou vyhrály nad rumunsko-argentinskou dvojicí Irina-Camelia Beguová a María Irigoyenová. Soupeřky po třech odehraných gamech utkání skrečovaly. Dva měsíce poté přidala druhou deblovou trofej z halového BNP Paribas Katowice Open 2015 v Katovicích, na němž hrála s Nizozemkou Demi Schuursovou. V boji o titul zdolaly italský pár Gioia Barbieriová a Karin Knappová až v supertiebreaku poměrem míčů [10–6].

## Finále na okruhu WTA Tour
| Legenda                           |
| --------------------------------- |
| D – dvouhra; Č – čtyřhra          |
| Grand Slam (0)                    |
| Turnaj mistryň (0)                |
| Premier Mandatory & Premier 5 (0) |
| Premier (0)                       |
| International (2–0 Č)             |

### Čtyřhra: 2 (2–0)
| Stav    | č. | datum          | turnaj                   | povrch    | spoluhráčka         | soupeřky ve finále                      | výsledek         |
| ------- | -- | -------------- | ------------------------ | --------- | ------------------- | --------------------------------------- | ---------------- |
| Vítězka | 1. | 21. února 2015 | Rio de Janeiro, Brazílie | antuka    | Rebecca Petersonová | Irina-Camelia Beguová María Irigoyenová | 3–0skreč         |
| Vítězka | 2. | 12. dubna 2015 | Katovice, Polsko         | tvrdý (h) | Demi Schuursová     | Gioia Barbieriová Karin Knappová        | 7–5, 4–6, [10–6] |

## Finále na okruhu ITF
| Dotace turnajů okruhu ITF | Dotace turnajů okruhu ITF |
| ------------------------- | ------------------------- |
| 100 000 $ tournaments     | 80 000 $ tournaments      |
| 75 000 $ tournaments      | 60 000 $ tournaments      |
| 50 000 $ tournaments      | 25 000 $ tournaments      |
| 15 000 $ tournaments      | 10 000 $ tournaments      |

### Dvouhra: 22 (12–11)
| Stav       | č.  | datum             | turnaj                       | povrch      | soupeřka ve finále               | výsledek      |
| ---------- | --- | ----------------- | ---------------------------- | ----------- | -------------------------------- | ------------- |
| Finalistka | 1.  | 12. března 2012   | Amiens, Francie              | antuka      | Isabella Šinikovová              | 3–6, 6–0, 3–6 |
| Finalistka | 2.  | 26. března 2012   | Le Havre, Francie            | antuka      | Myrtille Georgesová              | 7–5, 5–7, 0–6 |
| Vítězka    | 1.  | 11. června 2012   | Meppel, Nizozemsko           | antuka      | Julia Kimmelmannová              | 6–2, 6–4      |
| Finalistka | 3.  | 16. července 2012 | Knokke, Belgie               | antuka      | Jessica Mooreová                 | 1–6, 6–7(4)   |
| Vítězka    | 2.  | 24. července 2012 | Maaseik, Belgie              | antuka      | Natalia Orlovová                 | 6–2, 6–1      |
| Finalistka | 4.  | 25. února 2013    | Bron, Francie                | tvrdý       | Maryna Zanevská                  | 2–6, 1–6      |
| Vítězka    | 3.  | 6. května 2013    | Båstad, Švédsko              | antuka      | Ellen Allgurinová                | 6–1 6–2       |
| Vítězka    | 4.  | 10. června 2013   | Amstelveen, Nizozemsko       | antuka      | Cindy Burgerová                  | 6–4 6–2       |
| Finalistka | 5.  | 2. září 2013      | Berlín, Německo              | antuka      | Diana Šumová                     | 3–6, 5–7      |
| Finalistka | 6.  | 26. ledna 2014    | Andrézieux-Bouthéon, Francie | tvrdý (h)   | Timea Bacsinszká                 | 1–6, 1–6      |
| Vítězka    | 5.  | 23. června 2014   | Kristinehamn, Švédsko        | antuka      | Marina Melnikovová               | 6–3, 6–3      |
| Finalistka | 7.  | 17. srpna 2014    | Westende, Belgie             | tvrdý       | Sara Sorribesová Tormová         | 2–6 0–6       |
| Finalistka | 8.  | 13. října 2014    | Florence, Spojené státy      | tvrdý       | CiCi Bellisová                   | 2–6, 1–6      |
| Vítězka    | 6.  | červenec 2015     | Darmstadt, Německo           | antuka      | Dalila Jakupovićová              | 6–3, 7–6      |
| Vítězka    | 7.  | 26. září 2015     | Monterrey, Mexiko            | tvrdý       | Montserrat Gonzálezová           | 6–1, 6–2      |
| Vítězka    | 8.  | 21. února 2016    | Altenkirchen, Německo        | koberec (h) | Arantxa Rusová                   | 6–3, 6–3      |
| Vítězka    | 9.  | 30. dubna 2017    | Antalya, Turecko             | antuka      | Juuki Tanaková                   | 6–4, 6–2      |
| Finalistka | 9.  | 17. července 2017 | Astana, Kazachstán           | tvrdý       | Čang Šuaj                        | 3–6, 4–6      |
| Finalistka | 10. | 22. října 2017    | Florence, Spojené státy      | tvrdý       | Taylor Townsendová               | 1–6, 5–7      |
| Vítězka    | 10. | 5. listopadu 2017 | Toronto, Kanada              | tvrdý (h)   | Patty Schnyderová                | 7–6(7–3), 6–3 |
| Vítězka    | 11. | leden 2020        | Andrézieux-Bouthéon, Francie | tvrdý (h)   | Arantxa Rusová                   | 6–4, 7–6(7–3) |
| Vítězka    | 12. | leden 2022        | Bendigo, Austrálie           | tvrdý       | Victoria Jiménezová Kasintsevová | 6–3, 6–1      |
| Finalistka | 11. | červenec 2022     | Versmold, Německo            | antuka      | Linda Nosková                    | 1–6, 3–6      |

### Čtyřhra: 20 (14–6)
| Stav       | č.  | datum             | turnaj                       | povrch      | spoluhráčka                | soupeřky ve finále                              | výsledek              |
| ---------- | --- | ----------------- | ---------------------------- | ----------- | -------------------------- | ----------------------------------------------- | --------------------- |
| Vítězka    | 1.  | 11. června 2012   | Meppel, Nizozemsko           | antuka      | Nicolette van Uitertová    | Marritt Boonstrová Vivian Heisenová             | 6–1, 4–6, [10–7]      |
| Vítězka    | 2.  | 26. června 2012   | Breda, Nizozemsko            | antuka      | Isabella Šinikovová        | Carolin Danielsová Xenia Knollová               | 6–4, 7–6(5)           |
| Finalistka | 1.  | 6. května 2013    | Båstad, Švédsko              | antuka      | Maria Mochová              | Cindy Burgerová Milana Špremová                 | 1–6, 4–6              |
| Vítězka    | 3.  | 2. září 2013      | Berlín, Německo              | antuka      | Cornelia Listerová         | Lenka Kunčíková Karolína Stuchlá                | 6–4 3–6 10–5          |
| Finalistka | 2.  | 13. června 2014   | Essen, Německo               | antuka      | Elitsa Kostovová           | Kristina Barroisová Tatjana Mariová             | 2–6, 2–6              |
| Finalistka | 3.  | 23. června 2014   | Kristinehamn, Švédsko        | antuka      | Sandra Zaniewská           | Kateryna Bondarenková Cornelia Listerová        | bez boje              |
| Vítězka    | 4.  | 9. srpna 2014     | Koksijde, Belgie             | antuka      | Richèl Hogenkampová        | Bernarda Peraová Demi Schuursová                | 6–4, 6–4              |
| Vítězka    | 5.  | 26. srpna 2014    | Westende, Belgie             | tvrdý       | Elise Mertensová           | Marina Melnikovová Jevgenija Rodinová           | 6–2, 6–2              |
| Vítězka    | 6.  | 20. října 2014    | Saguenay, Kanada             | tvrdý (h)   | Nicola Slaterová           | Sonja Molnarová Caitlin Whoriskeyová            | 6–4, 6–4              |
| Vítězka    | 7.  | 8. března 2015    | Curitiba, Brazílie           | antuka      | Rebecca Petersonová        | Beatriz García Vidaganyová Florencia Molinerová | 4–6, 6–3, [10–5]      |
| Vítězka    | 8.  | 26. září 2015     | Monterrey, Mexiko            | Hard        | Elise Mertensová           | Marina Melnikovová Mandy Minellaová             | 6–4, 3–6, [11–9]      |
| Vítězka    | 9.  | 3. října 2015     | Ciudad Victoria, Mexiko      | tvrdý       | Elise Mertensová           | María Irigoyenová Barbora Krejčíková            | 6–4, 4–6, [10–6]      |
| Vítězka    | 10. | 21. února 2016    | Altenkirchen, Německo        | koberec (h) | Xenia Knollová             | Deniz Chazaňuková Maria Marfutinová             | 6–1, 6–4              |
| Finalistka | 4.  | 23. dubna 2017    | Antalya, Turecko             | antuka      | Marie Benoîtová            | Emma Laineová Juuki Tanaková                    | 6–3, 1–6, [4–10]      |
| Finalistka | 5.  | 17. července 2017 | Astana, Kazachstán           | tvrdý       | Naomi Broadyová            | Natela Dzalamidzeová Veronika Kuděrmetovová     | 2–6, 0–6              |
| Vítězka    | 11. | 17. září 2017     | Batumi, Gruzie               | tvrdý       | Viktória Kužmová           | Tatia Mikadzeová Sofia Šapatavová               | 6–1, 6–3              |
| Finalistka | 6.  | 5. listopadu 2017 | Toronto, Kanada              | tvrdý (h)   | Victoria Rodríguezová      | Alexa Guarachiová Erin Routliffeová             | 6–7(4–7), 6–3, [4–10] |
| Vítězka    | 12. | 27. ledna 2018    | Andrézieux-Bouthéon, Francie | tvrdý (h)   | Bibiane Schoofsová         | Camilla Rosatellová Kimberley Zimmermannová     | 4–6, 7–5, [10–7]      |
| Vítězka    | 13. | 3. února 2018     | Glasgow, Spojené království  | tvrdý (h)   | Valentini Grammatikopoulou | Dalma Gálfiová Katarzyna Piterová               | 7–5, 6–4              |
| Vítězka    | 14. | září 2021         | Valencie, Španělsko          | antuka      | Jekatěrine Gorgodzeová     | Ángela Fita Boludaová Oxana Selechmetěvová      | 6–2, 2–6, [10–6]      |